# Wykładnia legalna prawa
Wykładnia legalna prawa (inaczej: urzędowa, formalna, oficjalna, delegowana) – wykładnia prawa przeprowadzana przez podmiot prawnie upoważniony do dokonywania wykładni.

## Wykładnia legalna w Polsce
W Polsce do dokonywania wykładni legalnej upoważniony jest:
- Sąd Najwyższy – dokonuje wykładni legalnej w uchwałach, w jakich: a) wyjaśnia zagadnienia prawne wymagające zasadniczej wykładni ustawy/ budzące poważne wątpliwości, jakie wyłoniły się (powstały) przy rozpoznawaniu apelacji (środka odwoławczego) w sądzie drugiej instancji, i które sąd ten przekazał (przedstawił) mu do rozstrzygnięcia, tudzież zagadnienia prawne, które przedstawił składowi 7 sędziów tego sądu jego skład 3-osobowy z uwagi na to, że powziął on poważne wątpliwości co do wykładni przepisów prawa będących podstawą rozstrzygnięcia, od jakiego wniesiono kasację lub inny środek odwoławczy, jaki on aktualnie rozpatruje; b) rozstrzyga rozbieżności w wykładni przepisów prawa, jakie stanowiąc podstawę orzekania, powstały w orzecznictwie sądów apelacyjnych, sądów okręgowych i sądów rejonowych oraz wojskowych sądów garnizonowych i wojskowych sądów okręgowych, a także jego własnym. Uchwały te, kiedy mają moc zasad prawnych, wiążą poszczególne składy, jakie orzekają w SN, w tym sensie, że gdy składy te nie chcą się zastosować do nich, to muszą zwrócić się do odpowiednio poszerzonego składu tego sądu, aby ten podjął decyzję o odstąpieniu od zawartej w takiej uchwale zasady prawnej. Przy tym moc zasad prawnych mają uchwały pełnego składu Sądu Najwyższego, jego połączonych izb, jednej jego izby, a także składu siedmiu sędziów tego sądu, ilekroć skład ten postanowi o nadaniu podejmowanej przez niego uchwale mocy zasady prawnej[1].

- Naczelny Sąd Administracyjny – dokonuje wykładni legalnej w uchwałach, w jakich: a) rozstrzyga zagadnienia prawne budzące poważne wątpliwości w konkretnej sprawie sądowoadministracyjnej, jakie bądź wyłoniły się podczas rozpatrywania tej sprawy w wojewódzkim sądzie administracyjnym i jakie zostały mu przez taki sąd przekazane do rozpoznania, bądź jakie wyłoniły się podczas rozpoznawania w takiej sprawie skargi kasacyjnej przez jego skład 3-osobowy i zostały przekazane przez ten skład do rozpoznania jego składowi 7-osobowemu; b) wyjaśnia przepisy prawne, których stosowanie wywołało rozbieżności w orzecznictwie wojewódzkich sądów administracyjnych i jego własnym. Uchwały te, jakie są podejmowane w składzie siedmiu sędziów NSA, całej jego izby lub w pełnym jego składzie, są wiążące zarówno dla składów orzekających w tym sądzie, jak i składów orzekających w wojewódzkich sądów administracyjnych. W razie gdyby któryś z takich składów nie chciał się zastosować do stanowiska zawartego w takich uchwałach, to musi zwrócić się do odpowiednio poszerzonego składu Naczelnego Sądu Administracyjnego, aby ten rozważył zmianę tego stanowiska[2].

- Trybunał Konstytucyjny – dokonuje wykładni legalnej podczas badania przez siebie zgodności aktu prawnego niższego rzędu z aktem prawnym wyższego rzędu, w ramach jakiej stwierdza on, jakie rozumienie danego przepisu prawa jest jeszcze zgodne lub jest już niezgodne z przepisem (przepisami) aktu wyższego rzędu[3].

- Minister Finansów – dokonuje wykładni legalnej w tzw. interpretacjach ogólnych przepisów prawa podatkowego i tzw. objaśnienia podatkowe. Postąpienie w zgodzie z taką interpretacją ogólną przepisów prawa podatkowego nie może „szkodzić”; podobnie jak zastosowania się w danym okresie rozliczeniowym, a w przypadku podatków nierozliczanych okresowo w miesiącu, w którym powstał obowiązek podatkowy, do takich objaśnień[4].

- Dyrektor Krajowej Informacji Skarbowej – dokonuje wykładni legalnej w tzw. interpretacji indywidualnej przepisów prawa podatkowego. Postąpienie w zgodzie z taką interpretacją indywidualną przepisów prawa podatkowego, o którą się samemu wystąpiło, nie może „szkodzić”; podobnie jak zastosowanie się do tzw. utrwalonej praktyki interpretacyjnej organów Krajowej Administracji Skarbowej, przez którą co do zasady rozumie się tu wyjaśnienia zakresu i sposobu stosowania przepisów prawa podatkowego, jakie dominują w interpretacjach indywidualnych prawa podatkowego wydawanych w takich samych stanach faktycznych lub w odniesieniu do takich samych zdarzeń przyszłych oraz w takim samym stanie prawnym w trakcie okresu rozliczeniowego, a w przypadku podatków nierozliczanych okresowo w miesiącu, w którym powstał obowiązek podatkowy, oraz w czasie 12 miesięcy przed rozpoczęciem tego okresu/miesiąca[5].

- Wójt, burmistrz, prezydent miasta, starosta i marszałek województwa – dokonuje wykładni legalnej w tzw. interpretacji indywidualnej przepisów prawa podatkowego. Postąpienie w zgodzie z taką interpretacją indywidualną przepisów prawa podatkowego, o którą się samemu wystąpiło, nie może „szkodzić”; podobnie jak zastosowanie się do tzw. utrwalonej praktyki interpretacyjnej organów Krajowej Administracji Skarbowej, przez którą co do zasady rozumie się tu wyjaśnienia zakresu i sposobu stosowania przepisów prawa podatkowego, jakie dominują w interpretacjach indywidualnych prawa podatkowego wydawanych w takich samych stanach faktycznych lub w odniesieniu do takich samych zdarzeń przyszłych oraz w takim samym stanie prawnym w trakcie okresu rozliczeniowego, a w przypadku podatków nierozliczanych okresowo w miesiącu, w którym powstał obowiązek podatkowy, oraz w czasie 12 miesięcy przed rozpoczęciem tego okresu/miesiąca[5].

- Sąd wyższej instancji w sytuacji przekazania przez niego sprawy do ponownego rozpoznania sądowi niższej instancji – dokonuje wykładni legalnej w poczynionych przez siebie zapatrywaniach prawnych / ocenie prawnej w sprawie, jaka została przekazana sądowi niższej instancji do ponownego rozpoznania. Zapatrywania te / ocena ta są wiążące dla sądu niższej instancji, a w procedurze cywilnej także dla sądu II instancji podczas rozpatrywania ewentualnej apelacji od orzeczenia wydanego przez sąd I instancji na skutek ponownego rozpoznania przez niego przekazanej mu sprawy[6].

- Sąd Najwyższy – dokonuje wykładni legalnej w razie przekazania sądowi II instancji sprawy do ponownego rozpoznania. Sąd II instancji jest związany tą wykładnią (skargi kasacyjnej od orzeczenia wydanego w wyniku ponownego rozpoznania przekazanej sprawy nie można tu też oprzeć na podstawach, jakie byłyby sprzeczne z taką wykładnią)[6].

- Naczelny Sąd Administracyjny – dokonuje wykładni legalnej w postępowaniu sądowoadministracyjnym w razie przekazania wojewódzkiemu sadowi administracyjnemu sprawy do ponownego rozpoznania. WSA jest związany taką wykładnią[6].

- Sąd Najwyższy – dokonuje wykładni legalnej gdy: a) sąd II instancji przekazuje zagadnienie prawne wymagające zasadniczej wykładni ustawy (budzące poważne wątpliwości); b) skład trzech sędziów Sądu Najwyższego przekazuje przekazane mu tak zagadnienie prawne do rozstrzygnięcia powiększonemu składowi tego sądu; c) skład trzech sędziów Sądu Najwyższego przekazuje zagadnienie prawne występujące w rozpoznawanej przez niego sprawie do rozstrzygnięcia składowi siedmiu sędziów tego sądu w celu rozwiania poważnych wątpliwości co do wykładni przepisów prawa będących podstawą rozstrzygnięcia, od którego została wniesiona do niego kasacja lub inny środek odwoławczy. W tych przypadkach uchwała Sądu Najwyższego rozstrzygająca takie zagadnienie jest wiążąca w danej sprawie, a jak jest ona podejmowana przez skład siedmiu sędziów tego sądu i skład ten postanowi o nadaniu jej mocy zasady prawnej, będzie ona wiązać także w innych sprawach rozpatrywanych przez ten sąd w tym sądzie[7].

## Wykładnia legalna w Unii Europejskiej
W Unii Europejskiej do dokonywania wykładni legalnej upoważniony jest Trybunał Sprawiedliwości Unii Europejskiej w tzw. orzeczeniach prejudycjalnych (wstępnych), które są wiążące – aż do czasu ich zmiany przez ten trybunał – dla sądów krajowych państw będących członkami Unii Europejskiej.

## Dawniejsze przypadki wykładni legalnej w Polsce
Dawniej paradygmatycznym wręcz przykładem wykładni legalnej dokonywanej w polskim Sądzie Najwyższym były wydawane (ustalane) przez ten sąd tzw. „wytyczne w zakresie wykładni prawa i praktyki sądowej”, które były wiążące dla wszystkich sądów oraz innych organów, nad którymi sąd ten sprawował nadzór orzeczniczy, a przed nimi tzw. „wytyczne wymiaru sprawiedliwości i praktyki sądowej”, których naruszenie mogło stanowić podstawę do uchylenia lub zmiany wydanego w danej sprawie orzeczenia sądowego, a jeszcze przed nimi tzw. „wytyczne wymiaru sprawiedliwości,” jakich naruszenie przy wydawaniu orzeczenia sądowego stanowiło uchybienie, jakie mogło być podstawą uzasadniającą wniesienie i uwzględnienie środka odwoławczego. Ostatecznie jednak, wraz z upadkiem poprzedniego systemu politycznego, tj. pod koniec 1989 r., możliwość wydawania (ustalania) takich wytycznych została polskiemu Sądowi Najwyższemu – jak dotąd – bezpowrotnie odebrana.
Do innych przypadków legalnej powszechnie wiążącej wykładni prawa stanowionego, jakie występowały dawniej w Polsce, należały „wyjaśnienia” Centralnej Rady Związków Zawodowych i „wyjaśnienia” Komitetu Pracy i Płac, a także uchwały Rady Państwa (w latach 1952–1989) i uchwały Trybunału Konstytucyjnego (w latach 1989–1997).

## Wykładnia quasi-legalna
W praktyce wykładnię legalną lub quasi-legalną przeprowadzają w Polsce również ministrowie kierujący działami administracji rządowej, którzy na wniosek zainteresowanych lub z urzędu dokonują wykładni przepisów ustaw, jakie służą urzeczywistnianiu „polityk”, za których realizację oni odpowiadają.
Na gruncie Unii Europejskiej za przypadek wykładni legalnej lub quasi-legalnej można traktować noty wydawane przez Komisję Europejską, w jakich komisja ta objaśnia znaczenie unijnego prawa.

## Wykładnia legalna w krajach z obszarucommon law
W systemach prawnych z rodziny common law do dokonywania wykładni legalnej aktów prawa stanowionego i prawa precedensowego oraz zwyczajowego uprawnione są sądy, których orzeczenia uchodzą za prawnie wiążące. Tym, co nadaje tu wykładni legalny (urzędowy, formalny) charakter, jest jednak nie jakiś przepis prawa stanowionego, jak jest w systemach prawnych typu civil law, lecz sama kultura prawna i wykształcona praktyka.